# Komuna e Shtimes
Shtima är en stad och kommun i Kosovo. Den ligger i den södra delen av landet, 30 km söder om huvudstaden Pristina. Det är administrativt centrum för distriktet med samma namn. Enligt folkräkningen från 2011 hade staden 7 255 invånare, medan kommunen hade 27324.
Årsmedeltemperaturen i trakten är 9 °C. Den varmaste månaden är juli, då medeltemperaturen är 20 °C, och den kallaste är januari, med −4 °C. Genomsnittlig årsnederbörd är 910 millimeter. Den regnigaste månaden är maj, med i genomsnitt 119 mm nederbörd, och den torraste är augusti, med 21 mm nederbörd.